# Ben McKenzie
Benjamin "Ben" McKenzie (født 12. september 1978) er en amerikansk skuespiller bedst kendt fra sin rolle som Ryan Atwood i tv-serien The O.C..
Ben blev født og voksede op i Austin, Texas. Efter at have studeret økonomi på University of Virginia tog han til Los Angeles for at søge livet som skuespiller. Inden da havde han været med i en række mindre teaterstykker på universitetet. Han blev castet til tv-serien The O.C. og fik rollen som Ryan Atwood, hvorefter hans succes var sikret.[kilde mangler] Han er lige nu aktiv som hovedpersonen i serien Gotham, hvor han spiller Jim Gordon i Gothams drabsafdeling.

## Filmografi

### Film
| År   | Titel                               | Rolle                         | Noter                            |
| ---- | ----------------------------------- | ----------------------------- | -------------------------------- |
| 2005 | Junebug                             | Johnny Johnsten               |                                  |
| 2007 | 88 Minutes                          | Mike Stempt                   | Krediteret som Benjamin McKenzie |
| 2008 | Every Monday Matters                | Sig selv                      | Dokumentar                       |
| 2008 | Johnny Got His Gun                  | Joe Bonham                    | Filmet sceneoptræden             |
| 2009 | The Eight Percent                   | John Keller                   | Kortfilm                         |
| 2011 | Batman: Year One                    | Bruce Wayne / Batman (stemme) |                                  |
| 2011 | The Blisters: How Three Became Four | Dave                          | Kortiflm, også producer          |
| 2012 | Adventures in the Sin Bin           | Michael                       |                                  |
| 2012 | Decoding Annie Parker               | Tom                           |                                  |
| 2013 | Goodbye World                       | Nick Randworth                |                                  |
| 2014 | Some Kind of Beautiful              | Brian                         |                                  |
| 2019 | The Report                          | Scrubbed CIA Officer          |                                  |
| 2019 | Line of Duty                        | Dean Keller                   |                                  |
| 2022 | I Want You Back                     | Leighton's Dad                |                                  |
| TBD  | Bloat                               | Jack                          | Post-production                  |

### Tv
| År        | Titel                            | Rolle                 | Noter                                                    |
| --------- | -------------------------------- | --------------------- | -------------------------------------------------------- |
| 2002      | The District                     | Tim Ruskin            | Episode: "Faith" (credited as Benjamin McKenzie)         |
| 2003      | JAG                              | Petty Officer Spencer | Episode: "Empty Quiver" (credited as Benjamin McKenzie)  |
| 2003–2007 | The O.C.                         | Ryan Atwood           | 92 episodes                                              |
| 2004      | MADtv                            | Ryan Atwood           | 1 episode                                                |
| 2004–2005 | Punk'd                           | Sig selv              | 2 episodes                                               |
| 2009–2013 | Southland                        | Ben Sherman           | 43 episodes                                              |
| 2011      | Scooby-Doo! Mystery Incorporated | Odnarb (stemme)       | Episode: "The Wild Brood"                                |
| 2013      | Men at Work                      | Bryan                 | Episode: "Tyler the Pioneer"                             |
| 2013      | The Advocates                    | Henry Bird            | CBS pilotepisode                                         |
| 2014–2019 | Gotham                           | James "Jim" Gordon    | 100 episoder; director (3 episodes), writer (2 episodes) |
| 2017      | The Accidental Wolf              |                       | Webseries                                                |
| 2023      | The Hurt Unit                    | Danny                 | ABC pilot                                                |

### Lyd
| År   | Titel                                                                      | Rolle              | Noter      |
| ---- | -------------------------------------------------------------------------- | ------------------ | ---------- |
| 2020 | Phreaks                                                                    |                    | Audio book |
| 2023 | Easy Money: Cryptocurrency, Casino Capitalism, and the Golden Age of Fraud | Narrator/co-author | Audio book |

### Teater
| År   | Titel                                                 | Rolle                            | Scene                         | Notes                          |
| ---- | ----------------------------------------------------- | -------------------------------- | ----------------------------- | ------------------------------ |
| 2001 | The Blue Bird                                         | Various                          | Williamstown Theatre Festival | Credited as Benjamin Schenkkan |
| 2001 | Street Scene                                          | Neighbor                         | Williamstown Theatre Festival | Credited as Benjamin Schenkkan |
| 2010 | The Glass Menagerie                                   | Jim O'Connor                     | Mark Taper Forum              |                                |
| 2011 | Marriage                                              | Performer                        | Atlantic Theater              | 10x25 Festival                 |
| 2019 | The Investigation: A Search for the Truth in Ten Acts | Michael Flynn / Donald Trump Jr. | Riverside Church              | Reading                        |
| 2020 | Grand Horizons                                        | Ben                              | Hayes Theater                 | Broadway                       |